# Giovanni Martignoni
Giovanni Martignoni (* 3. Mai 1830 in Lugano; † 20. Januar 1915 in Frankfurt am Main), auch Johann Martignoni genannt, war der Erfinder des Spiralbohrers.
In seinen ersten Lebensjahren lebte Martignoni in Mailand und in der Schweiz. 1857 kam er nach Liestal in der Schweiz und war dort als Mechaniker und Reparateur in der Seidenfabrik von Pölger beschäftigt.
Dort entwickelte er ein Schweiß- und Härteverfahren für Metalle, das er unter anderem in Aarau an Morell und andere verkaufen konnte.
Er reiste nach Bern und Zürich und sah dort in der Mechanikwerkstatt von Reishauer eine Drehbank mit einem exzentrischen Bohrer, mit dem man Gewinde in Muttern drehen konnte, welches eine englische Entwicklung war. Mit dieser Idee entwickelte er zunächst einen Bohrer mit geraden Nuten und Spannfedern.
Bis dahin hatten Bohrer zwei gerade gegenüber liegende Nuten an den Längsseiten. Die Nuten wurden in den Bohrer hineingehobelt oder ausgefeilt, da es noch keine Fräsmaschinen gab. Auch Schmirgelscheiben kamen erst später auf.

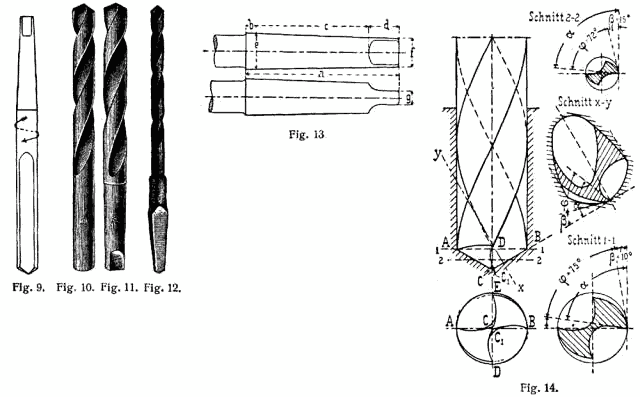
Spiralbohrer, aus Lueger 1904

1863 lebte er in Düsseldorf und konstruierte dort einen mit einer gewundenen Nut versehenen Bohrer. Damit ließ sich wesentlich besser bohren und die Löcher gelangen viel genauer als vorher. Durch die gewendelten Nuten laufen auch die Späne besser ab.
Die Nuten wurden wendelförmig in den Bohrer hinein gefeilt. Martignoni verkaufte seine Bohrer an Fabrikanten im Rheinland, Westfalen und an vielen anderen Orten. Nachteilig war, dass die Bohrer nicht schleif- und schärfbar waren, so dass sie nach einiger Zeit nicht mehr benutzbar waren. Außerdem hatten Bohrmaschinen damals vierkantige Spannvorrichtungen, so dass die Bohrer schlecht einsetzbar waren.
Die Erfindung wurde aufgrund ihrer Nachteile von vielen nicht erkannt und geriet wieder in Vergessenheit.
1867 wohnte er in Wiesbaden und erfuhr von Spiralbohrern aus Amerika, die auf der Pariser Weltausstellung angeboten wurden. Sie setzten sich jetzt durch, nachdem es passende Spannköpfe und Schmirgelscheiben gab. Viele erinnerten sich jetzt auch wieder an die frühere Erfindung Martignonis. Einer der größten Abnehmer war die Friedrich Krupp AG.
Den Lohn seiner Erfindung hat er nicht geerntet; er musste bis ins hohe Lebensalter als Mechaniker seinen Lebensunterhalt verdienen, da er keine Rente bekam. Im Alter von 80 Jahren schrieb er seine Lebensgeschichte nieder.
Weitere Erfindungen Martignonis sind ein Fräsapparat und der Scheibendrehstahl.

## Quelle
- Albert Neuburger: Erfinder und Erfindungen. Ullstein, Berlin 1921.